# Burgerbrug
Burgerbrug est un village situé dans la commune néerlandaise de Schagen, dans la province de la Hollande-Septentrionale. Le 1er janvier 2007, le village comptait 475 habitants.